# Gonomyia (Gonomyia) percomplexa
Gonomyia (Gonomyia) percomplexa is een tweevleugelige uit de familie steltmuggen (Limoniidae). De soort komt voor in het Nearctisch gebied.